# Undergods
Undergods ist ein Fantasyfilm von Chino Moya, der im August 2020 beim Fantasia Film Festival seine Premiere feierte. Der dystopische Film spielt in einem futuristischen Europa. Die Leben der Figuren und deren Geschichten beeinflussen sich dabei auf ungeahnte Weise gegenseitig.

## Handlung
Z und K fahren mit einem Müllwagen durch eine trostlose, halb zerstörte Stadt und sammeln die Leichen auf, die sie auf ihrer Route auf der Straße finden. Unterwegs erzählen sie sich Geschichten. Es ist ein übler Job, und nach der Arbeit gehen die beiden Männer völlig verdreckt nach Hause.
Doch in dieser Stadt gibt es auch einen Wohnblock, der wie neu gebaut wirkt. Ron und Ruth, ein Ehepaar, das hier lebt, glauben, sie seien die einzigen Mieter, bis ein Nachbar namens Harry an ihrer Tür klopft, weil er sich ausgesperrt hat.

## Produktion

### Stab und Besetzung
Regie führte Chino Moya, der auch das Drehbuch schrieb. Der in Spanien geborene und in Großbritannien lebende Autor und Regisseur drehte zuvor Musikvideos und Werbespots. Undergods ist sein erster Spielfilm.
Auf der Besetzungsliste finden sich Schauspieler aus verschiedenen europäischen Ländern. Der ungarische Schauspieler Géza Röhrig übernahm die Rolle von Z. Der Ire Ned Dennehy spielt Harry, sein Landsmann Tadhg Murphy spielt Johann. Der britisch-ägyptische Schauspieler Khalid Abdalla ist in der Rolle von Octavius zu sehen, der Belgier Éric Godon in der Rolle von Hans und dessen Landsmann Jan Bijvoet in der Rolle des Fremden. Die Kinderdarstellerin Maddison Whelan spielt Octavius’ Tochter Horatia.

### Dreharbeiten und Filmmusik
In der ersten Jahreshälfte 2019 drehte man in Estland, so um Tallinn, dem dortigen Stadtteil Lasnamäe und vor der Kulisse der Kreenholmi Manufaktuur, eine Textilfabrik in Narva. Weitere Aufnahmen entstanden in Serbien, unter anderem in Belgrad. Als Kameramann fungierte David Raedeker.
Die Filmmusik komponierte der Pole Wojciech Golczewski.

### Veröffentlichung
Die Weltpremiere erfolgte am 30. August 2020 beim Fantasia Film Festival. Im November 2020 wurde der Film beim Tallinn Black Nights Film Festival vorgestellt. Im Februar und März 2021 wurde er beim Glasgow Film Festival gezeigt.

## Rezeption

### Kritiken
Der Film konnte bislang 80 Prozent aller Kritiker bei Rotten Tomatoes überzeugen und erreichte hierbei eine durchschnittliche Bewertung von 6,5 der möglichen 10 Punkte.
Wendy Ide von screendaily.com schreibt, mit seiner Farbpalette und seinem Humor erinnere Undergods an die Arbeit von Roy Andersson. Der Film sehe gut aus, und was die Geschichten der Menschen im Film verbinde sei, abgesehen von dem Gefühl des unvermeidlichen Niedergangs und der Leben, die unaufhaltsam auf etwas Unbekanntes aber Schreckliches zusteuern, das Szenenbild. Ide beschreibt in ihrer Kritik die Kulisse einer zerstörten Stadt durch die Leichensammler ziehen, Einrichtungen, die an Jugendstil erinnerten, mit Farbe, die von den Wänden abblättert und von Motten angefressene Samtvorhänge.

### Auszeichnungen
British Independent Film Awards 2020
- Nominierung für die Beste Ausstattung (Marketa Korinková und Elo Soode)
- Nominierung für die Besten visuellen Effekte (Agnes Asplund und Martin Malmqvist)[9]

Cleveland International Film Festival 2021
- Nominierung im New Direction Competition[10]

Fantasia Film Festival 2020
- Nominierung als Bester Film für das Cheval Noir (Chino Moya)[11]